# Bistum Reggio Emilia-Guastalla
Das Bistum Reggio Emilia-Guastalla (lat.: Dioecesis Regiensis in Aemilia-Guastallensis, italienisch: Diocesi di Reggio Emilia-Guastalla) ist eine in Italien gelegene römisch-katholische Diözese mit Sitz in Reggio nell’Emilia.

## Geschichte
Es wurde im 1. Jahrhundert als Bistum Reggio Emilia errichtet und war dem Erzbistum Mailand als Suffraganbistum unterstellt. Im 7. Jahrhundert wurde das Bistum Reggio Emilia dem Erzbistum Ravenna als Suffraganbistum unterstellt. Am 10. Dezember 1582 wurde das Bistum Reggio Emilia dem Erzbistum Bologna als Suffraganbistum unterstellt. Das Bistum Reggio Emilia wurde am 22. August 1855 dem Erzbistum Modena als Suffraganbistum unterstellt.
Am 30. September 1986 wurde dem Bistum Reggio Emilia durch die Kongregation für die Bischöfe mit dem Dekret Instantibus votis das Bistum Guastalla angegliedert.

## Einzelnachweise

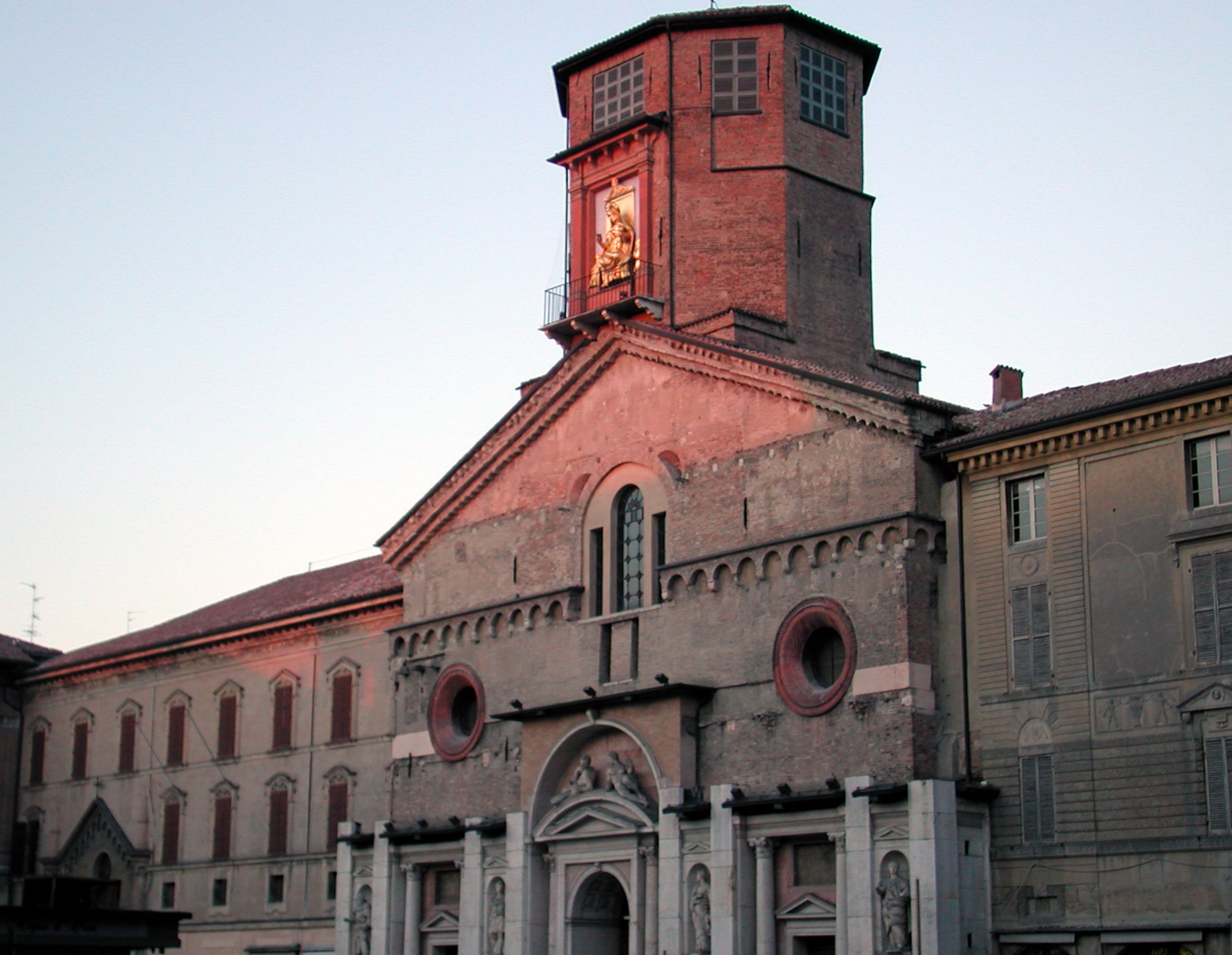
Kathedrale Assunzione di Maria Vergine in Reggio nell’Emilia
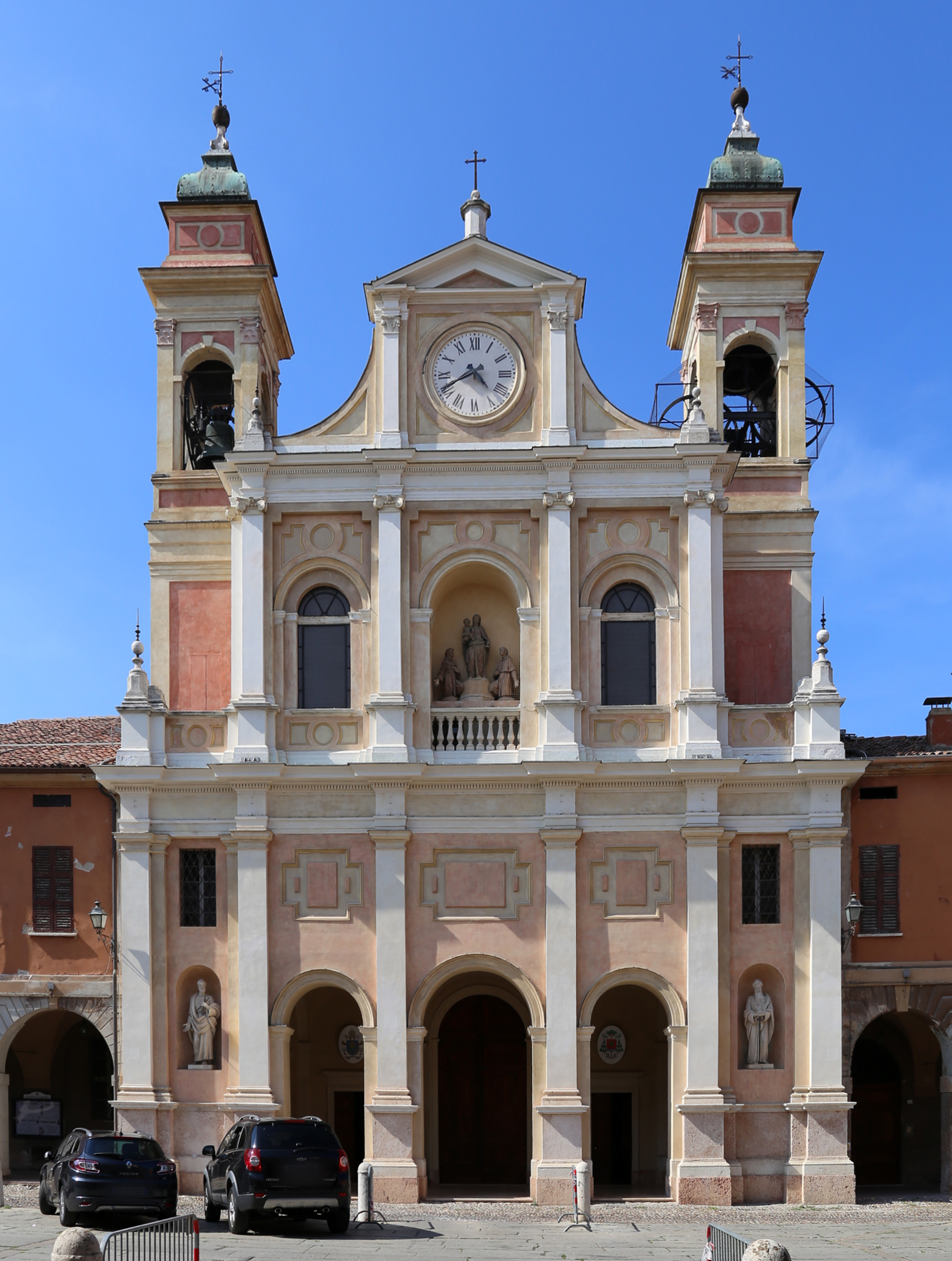
Konkathedrale Santi Pietro e Paolo in Guastalla